# Dennysville
Dennysville és una població dels Estats Units a l'estat de Maine (EUA). Segons el cens del 2000 tenia 319 habitants.

## Demografia
Segons el cens del 2000, Dennysville tenia 319 habitants, 140 habitatges, i 95 famílies. La densitat de població era de 8,3 habitants per km².
Dels 140 habitatges en un 28,6% hi vivien nens de menys de 18 anys, en un 55% hi vivien parelles casades, en un 6,4% dones solteres, i en un 32,1% no eren unitats familiars. En el 30,7% dels habitatges hi vivien persones soles el 19,3% de les quals corresponia a persones de 65 anys o més que vivien soles. El nombre mitjà de persones vivint en cada habitatge era de 2,28 i el nombre mitjà de persones que vivien en cada família era de 2,79.
Per edats la població es repartia de la següent manera: un 24,1% tenia menys de 18 anys, un 7,5% entre 18 i 24, un 23,8% entre 25 i 44, un 24,1% de 45 a 60 i un 20,4% 65 anys o més.
L'edat mediana era de 41 anys. Per cada 100 dones de 18 o més anys hi havia 90,6 homes.
La renda mediana per habitatge era de 20.000 $ i la renda mediana per família de 28.750 $. Els homes tenien una renda mediana de 27.292 $ mentre que les dones 13.750 $. La renda per capita de la població era de 13.336 $. Entorn del 20,8% de les famílies i el 23,6% de la població estaven per davall del llindar de pobresa.